# Felix in Hollywood
Felix in Hollywood es un corto mudo de animación estadounidense de 1923, dirigido por Otto Messmer e interpretado por el gato Félix.
En 1994, el historiador de la animación Jerry Beck publicó un libro en que aparecía una lista con los cortos animados más votados por mil personas relacionadas con el mundo de la animación (The 50 Greatest Cartoons). Felix in Hollywood ocupa el quincuagésimo puesto en dicha lista.

## Argumento
Félix vive con un actor de teatro sin trabajo que ve cómo tendrá que sacrificar su arte y marchar a Hollywood para trabajar en el cine. Félix consigue con astucia el dinero para el viaje y, a pesar de la negativa de su dueño, se marcha con este a escondidas.

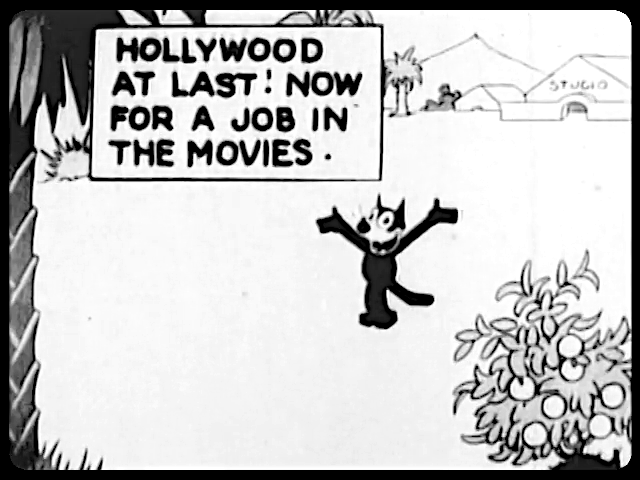

Una vez en Hollywood, Félix visita los estudios con la intención de encontrar trabajo para él mismo.
Allí se encontrará con gente famosa como Gloria Swanson, Ben Turpin, Douglas Fairbanks, William H. Hays, Charlie Chaplin, William S. Hart, Snub Pollard y Cecil B. DeMille.

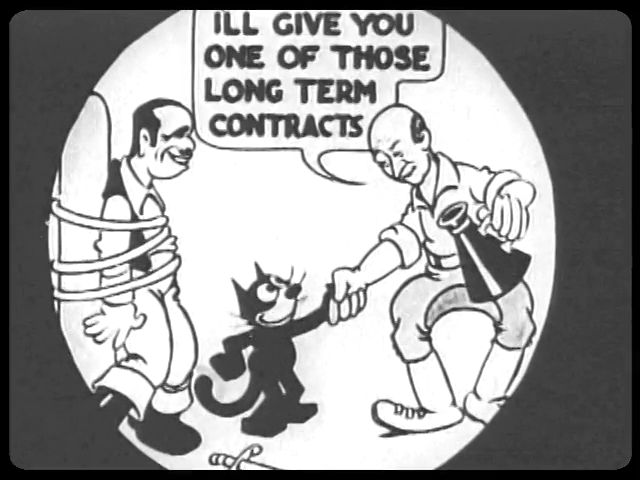
Cecil B. DeMille contratando a Félix tras salvar a Ben Turpin